# Glinki (obwód iwanofrankiwski)
Glinki (ukr. Глинки) – wieś na Ukrainie, w obwodzie iwanofrankiwskim, w rejonie nadwórniańskim.